# Walentin Kargin
Walentin Aleksiejewicz Kargin (ros. Валентин Алексеевич Каргин, ur. 10 stycznia?/23 stycznia 1907 w Jekaterynosławiu, zm. 21 października 1969 w Moskwie) – radziecki chemik.

## Życiorys
Urodził się w rodzinie inżyniera górniczego. Mieszkał z rodziną w Twerze, a od 1917 w Klinie, gdzie w 1922 skończył szkołę. Od stycznia 1924 mieszkał w Moskwie, gdzie w 1930 ukończył chemię na Wydziale Fizyczno-Matematycznym Moskiewskiego Uniwersytetu Państwowego; do momentu ukończenia studiów opublikował 7 prac naukowych. Był pracownikiem naukowym Naukowo-Badawczego Instytutu Fizyczno-Chemicznego im. Karłowa, a jednocześnie starszym chemikiem w truście, później kierował laboratorium chemii koloidowej w Naukowo-Badawczym Instytucie Fizyczno-Chemicznym im. Karłowa. W latach 1932–1934 brał udział w naukowej ekspedycji tadżycko-pamirskiej, podczas której odkrył złoża minerałów. Zajmował się chemią polimerów i chemią koloidową. W 1935 został doktorem nauk chemicznych (bez obrony pracy), a w 1956 profesorem. Od 1959 do 1969 był starszym pracownikiem naukowym Instytutu Naftowej Syntezy Chemicznej Akademii Nauk ZSRR, 1963–1969 był zastępcą akademika-sekretarza wydziału chemii ogólnej i technicznej Akademii Nauk ZSRR, w 1943 został członkiem korespondentem, a w 1953 akademikiem Akademii Nauk ZSRR. Był przewodniczącym rady naukowej Akademii Nauk ZSRR ds. polimerów, w 1969 został członkiem zagranicznym Akademii Nauk NRD. Został pochowany na Cmentarzu Nowodziewiczym. Jego imieniem nazwano ulicę w Mytiszczi.

## Odznaczenia i nagrody
- Złoty Medal „Sierp i Młot” Bohatera Pracy Socjalistycznej (28 maja 1966)
- Order Lenina (trzykrotnie, 27 marca 1954, 15 września 1961 i 28 maja 1966)
- Order Czerwonego Sztandaru Pracy (dwukrotnie, 20 października 1943 i 26 czerwca 1959)
- Nagroda Leninowska (1962)
- Nagroda Państwowa ZSRR (1969)
- Nagroda Stalinowska (trzykrotnie, 1943, 1947 i 1950)
- Medal „Za ofiarną pracę w Wielkiej Wojnie Ojczyźnianej 1941–1945” (1946)
- Medal „W upamiętnieniu 800-lecia Moskwy” (1948)
- Nagroda Akademii Nauk ZSRR im. Bacha (dwukrotnie, 1949 i 1954)